# 反町雄彦
反町 雄彦（そりまち かつひこ、1976年 - ）は日本の弁護士、東京リーガルマインド代表取締役社長、予備校講師。

## 人物像
LEC創業者の反町勝夫の息子として東京都文京区に生まれる。母は税理士。
お茶の水女子大学附属小学校、武蔵中学校・高等学校を経て東京大学法学部卒業。
森博嗣などのミステリー小説を愛読。
2010年から2019年までLEC東京リーガルマインド大学（2013年以降はLEC会計大学院）事務局長を務めた。組織上すべての教員は教務部の所属であり、事務局長の部下という編成になっている（国立大学の事務局長が事務のトップであるのと異なる）。

## 略歴
- 1995年、私立武蔵高校卒業。東京大学文科I類入学。大学時代は、学生に海外インターンシップを提供する学生NPO組織アイセックに所属し、海外からの研修生の受け入れや企業との交渉を担当。
- 1997年、ドイツに短期留学。
- 1998年、東京大学法学部4年在学時に、1回目の受験で司法試験最終合格。以後、LEC専任講師として司法試験講座を担当。
- 1999年、東京大学法学部第1類（私法コース）卒業。
- 2004年、退職して司法研修所に入る。
- 2005年10月、司法修習を終え、弁護士登録（東京弁護士会・58期）。
- 2006年、東京リーガルマインドの関連団体である「弁護士法人LEC」所属の弁護士として、LECの顧問弁護士兼取締役を務める。
- 2010年、LEC東京リーガルマインド大学の閉鎖に伴い、専務取締役を引責辞任。
- 2014年、東京リーガルマインド代表取締役社長に就任。
- 2019年、LEC東京リーガルマインド大学院大学第2代学長に就任。

## 著作
- 『適性テストでわかる大学・学部選び ～3種の相性診断つき～』東京リーガルマインド（原著2006年8月30日）。ISBN 978-4844977513。